# Niwniki

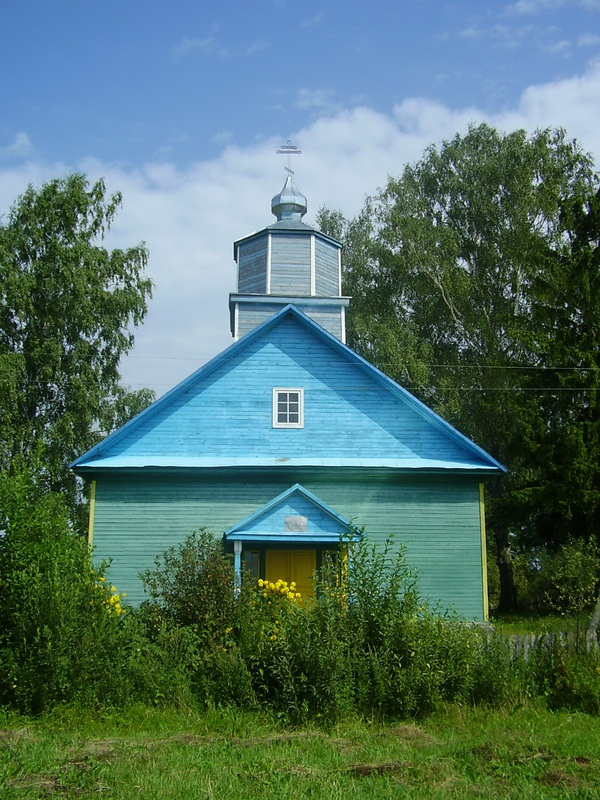
Niwniki, cerkiew

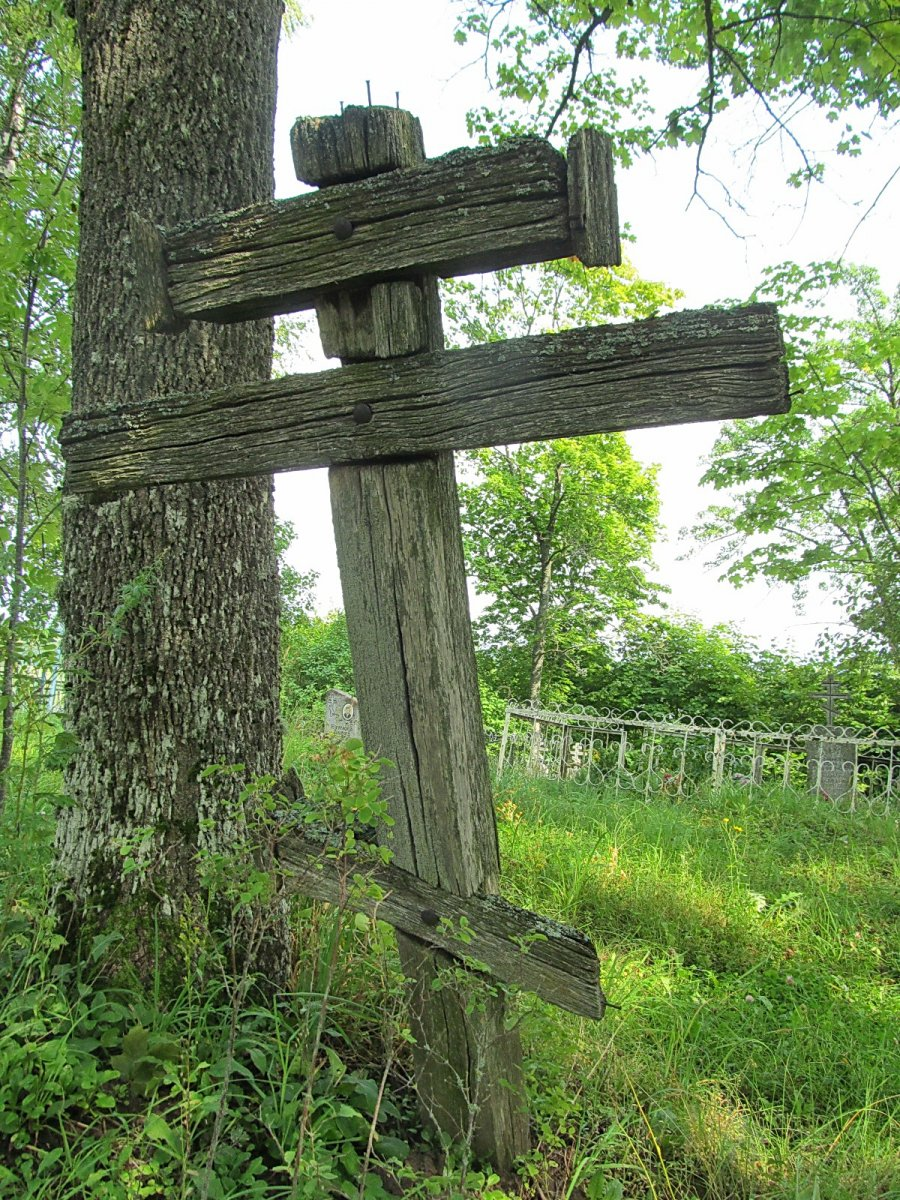
Niwniki, cmentarz

Niwniki  (biał. Ніўнікі; ros. Нивники) – wieś na Białorusi, w obwodzie witebskim, w rejonie miorskim, w sielsowiecie Przebrodzie.

## Historia
W czasach zaborów wieś włościańska w gminie Przebrodź, w powiecie dzisieńskim, w guberni wileńskiej Imperium Rosyjskiego.
W latach 1921–1945 wieś leżała w Polsce, w województwie wileńskim, w powiecie dziśnieńskim, od 1926 roku w powiecie brasławskim, w gminie Przebrodzie.
Według Powszechnego Spisu Ludności z 1921 roku zamieszkiwało tu 226 osób, wszystkie były wyznania staroobrzędowego i zadeklarowały białoruską przynależność narodową. Było tu 41 budynków mieszkalnych. W 1931 w 48 domach zamieszkiwały 274 osoby.
Wierni należeli do parafii rzymskokatolickiej i prawosławnej w Ikaźni. Miejscowość podlegała pod Sąd Grodzki w Brasławiu i Okręgowy w Wilnie; właściwy urząd pocztowy mieścił się w Przebrodziu.
W wyniku napaści ZSRR na Polskę we wrześniu 1939 miejscowość znalazła się pod okupacją sowiecką. 2 listopada została włączona do Białoruskiej SRR. Od czerwca 1941 roku pod okupacją niemiecką. W 1944 miejscowość została ponownie zajęta przez wojska sowieckie i włączona do Białoruskiej SRR. 
Od 1991 w składzie niepodległej Białorusi.

## Zabytki
- cerkiew prawosławna z 1906 roku[8]